# نمانیا رادویا
نمانیا رادویا (سیریلیک صربی: Немања Радоја؛ زادهٔ ۶ فوریهٔ ۱۹۹۳) بازیکن فوتبال اهل صربستان است.
از باشگاه‌هایی که در آن بازی کرده‌است می‌توان به باشگاه فوتبال سلتاویگو و باشگاه فوتبال وویوودینا اشاره کرد.
وی همچنین در تیم‌های ملی فوتبال زیر ۲۱ سال صربستان و صربستان بازی کرده‌است.